# Al final del camino
Al final del camino és una pel·lícula espanyola dirigida per Roberto Santiago. És la quarta col·laboració amb els actors Fernando Tejero i Malena Alterio.

## Argument
Nacho (Fernando Tejero) i Pilar (Malena Alterio) són un fotògraf i una reportera que no se suporten, però es veuen obligats a fer-se passar per parella. Amb això s'introdueixen en el grup de pacients d'un psicoterapeuta que, realitzant el Camí de Santiago, ajuda a parelles en crisi.

## Comentaris del director
Roberto Santiago defineix  Al final del camino com una comèdia romàntica divertida i optimista. Destaca la importància de l'entorn (el Camí de Sant Jaume) fins al punt de qualificar-la com una espècie de road movie. Sobretot, considera que es tracta una pel·lícula de personatges i, per tant, d'actors. Gràcies a ells, assegura Roberto Santiago, podem aproximar-nos al tema principal: és difícil estar sol, però ho és més encara compartir la vida. El director creu que amb la seva pel·lícula se sentiran reflectits tots aquells que hagin fet el Camí de Sant Jaume. D'altra banda, el film també servirà d'invitació per als que encara no l'hagin fet. Segons la seva opinió, aquest itinerari és una de les millors localitzacions naturals per rodar, tant és així que s'estranya que no s'hi hagin realitzat més pel·lícules.
Abans que res, Al final del camino és una comèdia optimista i esperançadora, que fa que l'espectador surti del cinema amb un somriure a la boca. Per a la preparació de la pel·lícula, el director es va inspirar en pel·lícules que tractaven amb humor l'àmbit rural, com  Somni d'una nit d'estiu  (Woody Allen),  El bosque animado  (José Luis Cuerda),  La vaquilla  (Luis Berlanga) i  Partie de campagne  (Jean Renoir).

## Crítiques
- Malgrat alguna troballa brillant, el costumisme acaba guanyant la partida a la comèdia negra [...]. Dona la impressió que cada seqüència dura molt més del que hauria de ser […] i que alguns acudits s'expliquen.[2]
- És aquest el camí per recuperar la fe en el cinema espanyol? […] La comèdia més previsible i espanyolista que ni Pajares i Esteso haguessin fet mai [...].[3]
- Una comèdia tan simpàtica com funcional i intranscendent, els seus cops d'enginy […] estan sempre en funció de la innegable encara que insuficient química de la parella protagonista [...].[4]

## Repartiment
| Actor/actriu original | Personatge fictici |
| --------------------- | ------------------ |
| Fernando Tejero       | Nacho              |
| Malena Alterio        | Pilar              |
| Javier Gutiérrez      | José               |
| Diego Peretti         | Olmo               |
| Javier Mora           | Antonio            |
| Cristina Alcázar      | Bea                |
| Jorge Monje           | Fran               |
| Luis Callejo          | Arturo             |
| Alberto Jo Lee        | Kim                |
| Ma-Anne Valmeo        | Sum                |
| Irene Escolar         | Laura              |
| Ana Milán             | Laura              |